# Мазуровка (Оренбургская область)
Мазуровка — село в Оренбургском районе Оренбургской области. Входит в состав Сергиевского сельсовета.

## География
Село находится на берегу реки Каргалка, на расстоянии 15 км (по прямой) к северо-западу от города Оренбург, административного центра района и области.

### Часовой пояс
Село Мазуровка, как и вся Оренбургская область, находится в часовой зоне МСК+2. Смещение применяемого времени относительно UTC составляет +5:00.

## Население
| 2010 |
| ---- |
| 191  |

## Улицы
- ул. Заводская,
- ул. Овощеводов,
- ул. Садовая.